# Les Producteurs de lait du Québec
 (janvier 2022).
Les Producteurs de lait du Québec, nom de marque de la Fédération des producteurs de lait du Québec, est une organisation agricole qui représente les producteurs de lait du Québec. 
Elle est affiliée à l'Union des producteurs agricoles du Québec (UPA), la plus grande organisation agricole du Québec

## Fonctionnement
Elle est affiliée à l'Union des producteurs agricoles du Québec (UPA), la plus grande organisation agricole du Québec. Elle représente les 4 877 fermes laitières de la province.

## Historique
Elle a été fondée en 1983 en tant que fédération de quatorze syndicats régionaux.
En 2018, la fédération s'oppose au nouvel accord de libre-échange nord-américain ACEUM puisqu'il met en péril le système de gestion de l'offre mis en place afin de garantir un revenu aux producteurs. Le système canadien de gestion de l'offre auquel participe le Québec est cependant reconnu en 2022 par le mécanisme de règlement des différends de l’ACEUM.
En 2021, la fédération exige de ses membres qu'ils cessent de nourrir leurs bovins avec des produits contenant de l'huile de palme. Un producteur laitier sur cinq en administre à leurs vaches lorsqu'elles entament la phase de lactation.